# Jeunes agriculteurs
Pour les articles homonymes, voir JA.
Vous pouvez aider à l'améliorer ou bien discuter des problèmes sur sa page de discussion.
- Il ne cite pas suffisamment ses sources. Vous pouvez indiquer les passages à sourcer avec {{référence nécessaire}} ou {{Référence souhaitée}}, et inclure les références utiles en les liant aux notes de bas de page. (Marqué depuis février 2013)
- Son texte doit être wikifié : il ne correspond pas à la mise en forme Wikipédia (style, typographie, liens internes, liens entre les wikis, etc.). (Marqué depuis décembre 2021)
- Il est à actualiser. Certains passages sont obsolètes ou annoncent des événements désormais passés. (Marqué depuis décembre 2021)

- Archive Wikiwix
- Bing
- Cairn
- DuckDuckGo
- E. Universalis
- Gallica
- Google
- G. Books
- G. News
- G. Scholar
- Persée
- Qwant
- (zh) Baidu
- (ru) Yandex
- (wd) trouver des œuvres sur Wikidata

Jeunes agriculteurs (connu sous le sigle CNJA — Centre national des jeunes agriculteurs — depuis 1957 puis JA depuis 2002) est un syndicat professionnel agricole dont les adhérents sont, en majorité, des agriculteurs, et dont les responsables élus sont tous âgés de moins de 38 ans.
Créé en 1957 et proche de la FNSEA, le syndicat revendique en 2012 plus de 50 000 adhérents.

## Historique
La Confédération générale de l'agriculture (CGA), créée pendant la Seconde Guerre mondiale, met en place en 1947 une section jeunes : le Cercle national des jeunes agriculteurs (CNJA). Les objectifs du CNJA mêlent alors diffusions des techniques agricoles et animation du milieu rural. Pour cela, le CNJA organise des manifestations et des concours comme les comices agricoles ou les concours de labour.
À partir de 1957, le CNJA est investi par la Jeunesse agricole catholique (JAC) et développe alors un projet politique axé sur la « modernisation » de l'agriculture française. Ainsi, l'organisation défend en particulier l'organisation des marchés et la restructuration (agrandissement et spécialisation) des exploitations.
Selon l'historien Gilles Luneau, la JAC qui représente alors « une troisième voie entre capitalisme et marxisme » et s'inscrit en outre dans un conflit de générations entre anciens et modernes, est plutôt mal perçue par l'aile dure au pouvoir au sein de la FNSEA. Cependant, en rejoignant le CNJA, elle lui permet de s'installer comme organisation représentative de l'agriculture, alors qu'elle n'est statutairement qu'une composante de la FNSEA : « Cette confusion sert les deux sigles : au gré des situations, on additionne les voix ou on fait valoir les différences. […] Pour certains, le CNJA est une antichambre où jeunesse se passe ; pour d'autres un moyen de capter des idées neuves ; enfin, pour ceux qui ont quitté la FNSEA, c'est une variante du bonnet blanc/blanc bonnet… ».

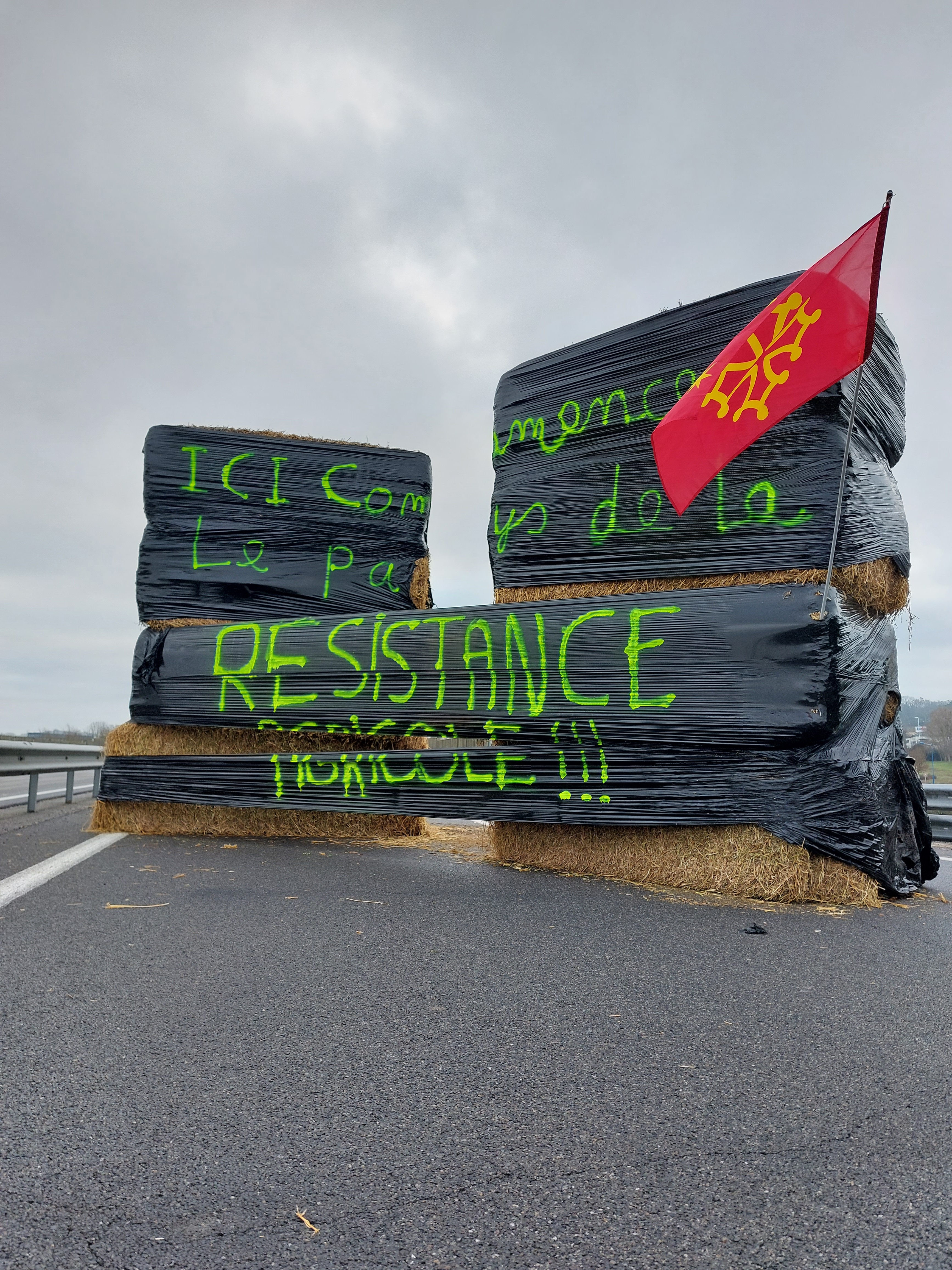
Blocage routier improvisé en janvier 2024 par les Jeunes agriculteurs et la FNSEA en Occitanie à L'Isle-Jourdain.

## Représentativité
La représentativité des syndicats agricoles est évaluée à l'occasion de l'élection des représentants dans les Chambres d'agriculture. Cette élection intervient tous les sept ans.
JA fait systématiquement liste commune avec la FNSEA pour l'élection du collège des représentants des chefs d'exploitation (le plus important en nombre d'élus). Au niveau national, cette liste commune a obtenu 53,39 % des suffrages exprimés en 2013 pour un taux de participation de 54,34 %. En 2019, le duo syndical FNSEA-Jeunes agriculteurs atteint 55,31 % selon le ministère de l'agriculture. Le duo revendique 55,55 %, en intégrant la totalité du score de la liste Modef-JA de Guadeloupe  qu'il considère comme une liste « apparentées ».

## Dirigeants
Le président de Jeunes Agriculteurs est Pierrick Horel, élu le 6 juin 2024, lors du 57ème congrès national de Jeunes Agriculteurs au palais des congrès du Futuroscope.

### Présidents
| Période   | Nom                   |
| --------- | --------------------- |
| 1958-1963 | Hubert Buchou,        |
| 1964-1968 | François Guillaume    |
| ...       |                       |
| 1972-1976 | Louis Lauga           |
| 1976-1978 | Eugène Schaeffer      |
| 1978-1982 | Michel Fau            |
| 1982-1984 | Luc Guyau             |
| 1984-1988 | Michel Teyssedou      |
| 1988-1990 | Henry Jouve           |
| 1990-1992 | Philippe Mangin       |
| 1992-1994 | Christian Jacob       |
| 1994-1998 | Christiane Lambert    |
| 1998-2000 | Pascal Coste          |
| 2000-2002 | Jean-Luc Duval        |
| 2002-2004 | Jérôme Despey         |
| 2004-2006 | Bernard Layre         |
| 2006-2008 | Philippe Meurs        |
| 2008-2010 | William Villeneuve    |
| 2010-2012 | Jean-Michel Schaeffer |
| 2012-2014 | François Thabuis      |
| 2014-2016 | Thomas Diemer         |
| 2016-2019 | Jérémy Decerle        |
| 2019-2022 | Samuel Vandaele       |
| 2022-2024 | Arnaud Gaillot        |
| 2024      | Pierrick Horel        |

Secrétariat général :
- Michel Debatisse : 1958-1963[8]
- Jean-Michel Lemétayer : 1984-1986

## Activité de lobbying

### Auprès de l'Assemblée nationale
Jeunes agriculteurs est inscrit comme représentant d'intérêts auprès de l'Assemblée nationale. L'organisation déclare à ce titre en 2012 un budget global de 5 292 010 euros, dont 3 386 886 euros de financement public, et indique que les coûts annuels liés aux activités directes de représentation d'intérêts auprès du Parlement sont compris entre 50 000 et 100 000 euros.

## Critiques
JA est parfois dénoncé comme étant lié au syndicat agricole français FNSEA, et d'en être in fine « l'incubateur ». Les deux structures sont pourtant indépendantes au niveau statutaire et aucun membre de la FNSEA ne siège au conseil d'administration ou à l'assemblée générale. La proximité historique des deux syndicats est cependant de notoriété publique, beaucoup d'actions syndicales sont organisées conjointement à tous les échelons, elles mènent des listes communes aux élections des Chambres d'agriculture et de nombreux responsables de la FNSEA ont été membres actifs de JA durant leurs premières années d'engagement.
Sur les 8 derniers présidents et présidente de la FNSEA (dates ci-après), 5 ont été présidents, présidente ou secrétaires généraux des JA auparavant : Michel Debatisse (1971-1978), François Guillaume (1979-1986), Luc Guyau (1992-2001), Jean-Michel Lemétayer (2001-2010), Christiane Lambert (2017-2023).